# Natalja Nikolajewna Meljochina
Natalja Nikolajewna Meljochina (russisch Наталья Николаевна Мелёхина, englische Transkription Natalya Melekhina; * 5. April 1962 in Tscheljabinsk, Sowjetunion; † 28. März 2024 in Tscheljabinsk) war eine sowjetische Radrennfahrerin.

## Sportlicher Werdegang
Zum Radsport kam Meljochina im Alter von 13 Jahren. Auf nationaler Ebene wurde sie mehrfache sowjetische und russische Meisterin. International trat sie in den Jahren 1989 und 1990 in Erscheinung. Als Mitglied der Nationalmannschaft nahm sie an den Straßenradsport-Weltmeisterschaften 1989 in Chambéry teil, wo sie mit dem sowjetischen Team Weltmeisterin im Mannschaftszeitfahren wurde. Ein Jahr später gewann sie bei den Weltmeisterschaften im japanischen Utsunomiya noch einmal die Bronzemedaille im Mannschaftszeitfahren.
Natalja Meljochina verstarb nach langer Krankheit am 28. März 2024 im Alter von 61 Jahren in ihrer Heimatstadt Tscheljabinsk.

## Ehrungen
- Meister des Sports der UdSSR internationaler Klasse

## Erfolge
1989
- Weltmeisterin – Mannschaftszeitfahren (mit Tamara Poljakowa, Nadeschda Kibardina und Laima Zilporytė)

1990
- Weltmeisterschaften – Mannschaftszeitfahren (mit Natalja Schipajewa, Nadeschda Kibardina und Walentina Polchanowa)
- Mannschaftszeitfahren Tour Cycliste Féminin de la Drôme